# 多紀郡
- 令制国一覧 > 山陰道 > 丹波国 > 多紀郡
- 日本 > 近畿地方 > 兵庫県 > 多紀郡

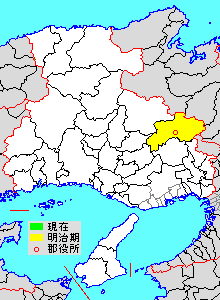
兵庫県多紀郡の位置

多紀郡（たきぐん）は、兵庫県（丹波国）にあった郡。

## 郡域
1879年（明治12年）に行政区画として発足した当時の郡域は、現在の丹波篠山市にあたる。

## 歴史

### 古代

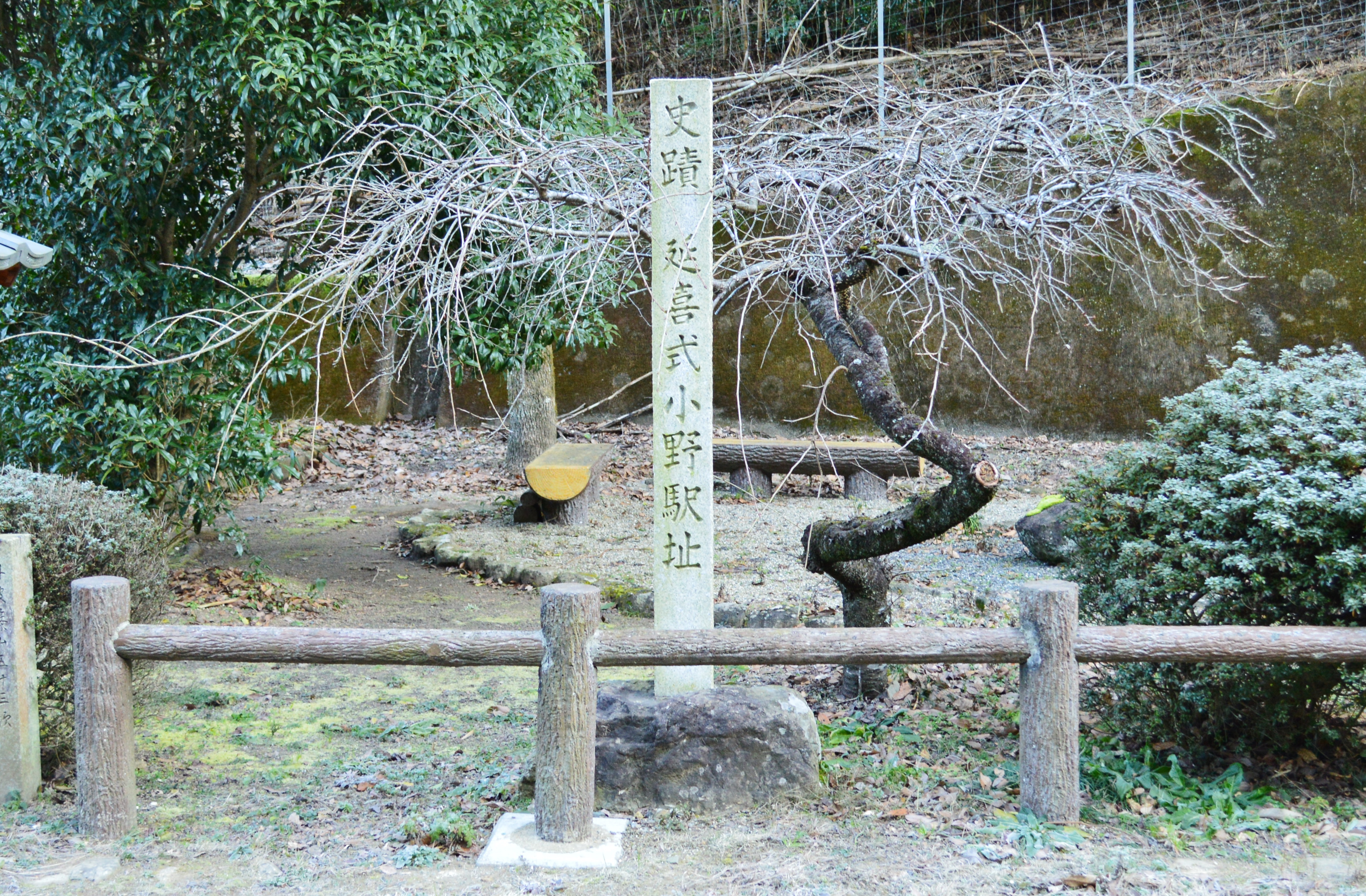
小野駅址碑（丹波篠山市小野新）

郡内を山陰道が通り、小野駅と長柄駅が置かれた。また、丹波篠山市雲部にある陵墓参考地雲部車塚古墳は、古墳時代中期前半の築造と推定されており、この地に中央と直結した大きな勢力が存在したことを示している。

#### 郷
『和名類聚抄』に記される郡内の郷。括弧内は訓読み。
- 草上郷　（久佐乃加美）
- 宗部郷
- 真継郷
- 河内郷
- 神田郷
- 榛原郷
- 餘戸郷
- 日置郷

#### 式内社
『延喜式』神名帳に記される郡内の式内社。
| 神名帳                     | 神名帳                   | 神名帳   | 神名帳 | 比定社           | 比定社                 | 比定社 | 集成 |
| 社名                       | 読み                     | 格       | 付記   | 社名             | 所在地                 | 備考   | 集成 |
| -------------------------- | ------------------------ | -------- | ------ | ---------------- | ---------------------- | ------ | ---- |
| 多紀郡 9座（大2座・小7座） |                          |          |        |                  |                        |        |      |
| 櫛石窓神社 二座            | クシイハマトノ           | 並名神大 |        | 櫛石窓神社       | 兵庫県丹波篠山市福井   |        |      |
| 神田神社                   | カムタノ                 | 小       |        |                  |                        |        |      |
| 川内多々奴比神社 二座      | カハチタタヌヒノ カフチ- | 小       |        | 川内多々奴比神社 | 兵庫県丹波篠山市下板井 |        |      |
| 大売神社                   | オホヒメノ               | 小       |        | 大賣神社         | 兵庫県丹波篠山市寺内   |        |      |
| 佐々婆神社                 | ササハ                   | 小       |        | 佐々婆神社       | 兵庫県丹波篠山市畑宮   |        |      |
| 二村神社                   | フタムラノ               | 小       |        |                  |                        |        |      |
| 熊桉神社                   | クマクラノ               | 小       |        |                  |                        |        |      |
| 凡例を表示                 |                          |          |        |                  |                        |        |      |

1. ↑  2字目は「木偏に安」。

### 中世から近世
平安期以降、東寺領大山荘・東大寺領後河荘をはじめとして多くの荘園がおかれた。鎌倉時代には荘郷地頭として酒井氏が武家勢力として最も初めに扶植した。戦国期には、波多野氏が八上城を拠点に支配していたが、明智氏に滅ぼされた。近世には、八上城に代え篠山城が築城され、多紀郡一円を篠山藩が支配した。

### 近世以降の沿革
- 明治初年時点で、全域が丹波篠山藩領であった。「旧高旧領取調帳データベース」に記載されている村は以下の通り[1]。《　》は同データベースでは左記の村に含まれていると見られる。（1町206村）

野中村、《北村》、谷山村、小枕村、小多田村、池上村、《松ノ木村》、八上下村、《西八上村、善左衛門村、八上内村》、奥谷村、八上上村、《八上新村、西荘村》、野々垣村、曽地村、後川村、波々伯部村、小野之奥谷村、福住村、本明谷村、川原村、安田村、幡路村、藤之木村、二之坪村、小野新村、栃梨村、向井村、貝田村、井串村、細工所村、塩岡村、草ノ上村、小田中村、福井村、中村、宮代村、市野々村、《奥山村》、三熊村、大藤村、《立金村》、小原村、《小倉村》、藤坂村、草山村、《川坂村、遠方村、桑原村》、奥畑村、《火打石村、丸山村、瀬利村》、里畑村、新荘村、沢田村、《北沢田村》、大熊村、野間村、般若寺村、泉村、春日江村、《倉谷村、佐貫谷村》、本庄村、県守村、奥県守村、小立村、《垂水村》、山田村、笹見村、黒岡村、《風深村》、寺内村、熊谷村、佐倉村、鷲尾村、大谷村、知足村、郡家村、藤岡村、浜谷村、今福村、野尻村、大野村、《矢代村（現・丹波篠山市矢代）》、西谷村、東岡屋村、西岡屋村、《有居村》、川北村、《川北新田村》、坂本村（現・丹波篠山市口坂本）、黒田村、高屋村、《川西村》、宮田村、板井村、小坂村、乗竹村、打坂村、垣屋村、高坂村、倉本村、《坂本村（現・丹波篠山市坂本）》、栗柄村、木之部村、大山下村、《北野新田村、北野村、東河地村》、大山中村、大山上村、《石住村、大山宮村、荒子新田村》、追入村、東吹村、岩崎村、宇土村、網掛村、古佐村、西吹村、味間村、大沢村、《大沢新村》、犬飼村、《初田村、牛ヶ瀬村》、真南条村、栗栖野村、当野村、矢代村（現・丹波篠山市南矢代）、《矢代新村》、波賀野村、《古市村、波賀野新田村、見内村》、油井村、《草野村、古森村》、不来坂村、《住山村》、小野原村、《辰巳村、四斗谷村、休場村》、本庄村、黒石村、市原村、《今田村、今田新田村、佐曽良新田村、芦原新田村》、木津村、立杭村、《東荘村、釜屋村、間新田分》、安口村、西野々村、下原山村、中原山村、奥原山村、箱谷村
- 明治4年（2町185村）
  - 7月14日（1871年8月29日） - 廃藩置県により篠山県の管轄となる。
  - 11月2日（1871年12月13日） - 第1次府県統合により豊岡県の管轄となる。
- 明治初年（1町207村）
  - 草山村が改称して本郷村となる。
  - 宮之前の一部（波々伯部神社の境内地）が分立して波々伯部分となる。
- 明治2年（1869年） - 今田村の一部が分立して荻野分となる。（1町208村）
- 明治4年（1871年） - 八上下村の一部が分立して糯ヶ坪村となる。（1町209村）
- 明治5年（1872年） - 宮村が改称して畑宮村となる。
- 明治9年（1876年）8月21日 - 第2次府県統合により兵庫県の管轄となる。
- 明治12年（1879年）
  - 1月8日 - 郡区町村編制法の兵庫県での施行により、行政区画としての多紀郡が発足。郡役所が篠山に設置。
  - 坂本村（現・丹波篠山市口坂本）が口坂本村、矢代村（現・丹波篠山市南矢代）が南矢代村にそれぞれ改称。

### 町村制以降の沿革

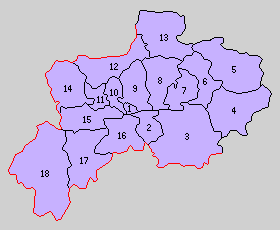
1.篠山町 2.八上村 3.日置村 4.福住村 5.大芋村 6.村雲村 7.雲部村 8.畑村 9.城北村 10.岡野村 11.南河内村 12.北河内村 13.草山村 14.大山村 15.味間村 16.城南村 17.古市村 18.今田村（紫：丹波篠山市）

- 明治22年（1889年）4月1日 - 町村制の施行により、以下の町村が発足。▲は飛地を除く。△は飛地のみ。全域が現・丹波篠山市。（1町17村）
  - 篠山町 ← 篠山[25]、△黒岡村
  - 八上村 ← 糯ヶ坪村、池上村、小多田村、西八上村、松ノ木村、善左衛門村、八上下村、奥谷村、八上内村、△沢田村、△和田村
  - 日置村 ← 八上新村、△泉村、八上上村、△般若寺村、西荘村、野々垣村、曽地口村、曽地中村、曽地奥村、上宿村、井之上村、宮之前村、畑市村、畑井村、北島村、小中村、辻村、波々伯部分、後川上村、後川中村、後川下村、後川新田村、後川奥村
  - 福住村 ← 福住村、小野新村、小野之奥谷村、▲箱谷村、△栃梨村、▲二之坪村、▲藤之木村、幡路村、安田村、本明谷村、川原村、安口村、西野々村、下原山村、中原山村、奥原山村
  - 大芋村 ← 中村、福井村、小原村、藤坂村、三熊村、小倉村、市野々村、奥山村、大藤村、立金村、宮代村
  - 村雲村 ← 向井村、▲栃梨村、△藤ノ木村、△二ノ坪村、△箱谷村、貝田村、井串村、細工所村、塩岡村、草ノ上村、小田中村、小立村、垂水村、山田村、上笹見村、下笹見村
  - 雲部村 ← ▲泉村、倉谷村、春日江村、佐貫谷村、西本庄村、東本庄村、県守村、奥県守村
  - 畑村 ← 畑宮村、今谷村、火打岩村、奥畑村、丸山村、瀬利村、菅村、大淵村、▲和田村、▲般若寺村、大上村
  - 城北村 ← 新荘村、野間村、▲沢田村[26]、北沢田村、大熊村、▲黒岡村、▲郡家村、熊谷村、寺内村、佐倉村、大谷村、鷲尾村、知足村、藤岡村[27]、△西浜谷村
  - 岡野村 ← 野尻村、東浜谷村、▲西浜谷村、今福村、▲大野村、▲矢代村、西岡屋村、東岡屋村、有居村、風深村、△郡家村、△西谷村、△口坂本村、△吹上村、△黒岡村
  - 南河内村 ← 黒田村、川北村、川北新田村、▲口坂本村、▲西谷村、▲東木ノ部村、高屋村、川西村、西木ノ部村、△大野村、△矢代村、△東河内村、△下板井村、△宮田村、△大山下村
  - 北河内村 ← 上板井村、▲下板井村、小坂村、乗竹村、▲宮田村、打坂村、垣屋村、高坂村、倉本村、坂本村、栗柄村、△東木ノ部村
  - 草山村 ← 本郷村、川坂村、遠方村、桑原村
  - 大山村 ← 長安寺村、町ノ田村、一印谷村、高倉村、石住村、追入村、大山宮村、大山上村、大山新村、徳永村、北野新田村、北野村、▲大山下村、▲東河地村、明野村、荒子新田村、園田分[28]
  - 味間村 ← ▲吹上村、吹中村、吹下村、吹新村、網掛村、▲杉村[29]、東古佐村、西吹村、西古佐村、△宇土村、味間北村、味間南村、味間新村、味間奥村、中野村[30]、大沢村、大沢新村、△牛ヶ瀬村
  - 城南村 ← 小枕村、▲栗栖野村、真南条上村、真南条中村、真南条下村、野中村、北村、谷山村、岩崎村、▲宇土村、△杉村
  - 古市村 ← 古市村、不来坂村、住山村、油井村、草野村、古森村、当野村、波賀野新田村、波賀野村、見内村、矢代新村、犬飼村、初田村、▲牛ヶ瀬村、南矢代村、△栗栖野村
  - 今田村 ← 上小野原村、辰巳村、四斗谷村、下小野原村、休場村、上立杭村、下立杭村、東荘分、釜屋村、荻野分、今田村、佐曽良新田村、本荘村、黒石村、今田新田村、市原村、芦原新田村、木津村、間新田分
- 明治25年（1892年）1月8日 - 日置村の一部（後川上村・後川新田村・後川中村・後川下村・後川奥村）が分立して後川村が発足。（1町18村）
- 明治29年（1896年）7月1日 - 郡制を施行。
- 大正12年（1923年）4月1日 - 郡会が廃止。郡役所は存続。
- 大正15年（1926年）7月1日 - 郡役所が廃止。以降は地域区分名称となる。
- 昭和10年（1935年）時点での当郡の面積は375.26平方km、人口は48,748人（男24,569人・女24,179人）[31]。
- 昭和30年（1955年）
  - 1月1日 - 南河内村・北河内村・草山村が合併して西北村が発足。西北村が即日改称して西紀村となる。（1町16村）
  - 4月10日 - 日置村・後川村・雲部村が合併して城東村が発足。（1町14村）
  - 4月15日（2町8村）
    - 福住村・大芋村・村雲村が合併して多紀村が発足。
    - 味間村・城南村・古市村・大山村が合併して丹南町が発足。

  - 4月20日 - 篠山町・八上村・畑村・城北村・岡野村が合併し、改めて篠山町が発足。（2町4村）
- 昭和35年（1960年）
  - 1月1日（5町1村）
    - 多紀村が町制施行して多紀町となる。
    - 城東村が町制施行して城東町となる。
    - 西紀村が町制施行して西紀町となる。

  - 4月1日 - 今田村が町制施行して今田町となる。（6町）
- 昭和50年（1975年）3月28日 - 篠山町・城東町・多紀町が合併し、改めて篠山町が発足。（4町）
- 平成11年（1999年）4月1日 - 今田町・篠山町・西紀町・丹南町が合併して篠山市が発足。同日多紀郡消滅。20世紀最後の郡消滅となった。

### 変遷表
- 飛地については省略

| 明治22年以前 | 明治22年以前                 | 明治22年 4月1日 町村制施行 | 明治22年 - 昭和20年        | 昭和21年 - 昭和30年                   | 昭和31年 - 昭和50年        | 昭和51年 - 昭和64年    | 平成元年 - 平成31年   | 令和元年 - 現在                | 現在       |
| ------------ | ---------------------------- | -------------------------- | -------------------------- | ------------------------------------- | -------------------------- | ---------------------- | --------------------- | ------------------------------ | ---------- |
| 篠山         | 篠山                         | 篠山町                     | 篠山町                     | 昭和30年4月20日 篠山町                | 篠山町                     | 昭和50年3月28日 篠山町 | 平成11年4月1日 篠山市 | 令和元年5月1日 改称 丹波篠山市 | 丹波篠山市 |
| 宮村         | 明治5年 改称 畑宮村          | 畑村                       | 畑村                       | 昭和30年4月20日 篠山町                | 篠山町                     | 昭和50年3月28日 篠山町 | 平成11年4月1日 篠山市 | 令和元年5月1日 改称 丹波篠山市 | 丹波篠山市 |
| 今谷村       |                              | 畑村                       | 畑村                       | 昭和30年4月20日 篠山町                | 篠山町                     | 昭和50年3月28日 篠山町 | 平成11年4月1日 篠山市 | 令和元年5月1日 改称 丹波篠山市 | 丹波篠山市 |
| 火打岩村     |                              | 畑村                       | 畑村                       | 昭和30年4月20日 篠山町                | 篠山町                     | 昭和50年3月28日 篠山町 | 平成11年4月1日 篠山市 | 令和元年5月1日 改称 丹波篠山市 | 丹波篠山市 |
| 奥畑村       |                              | 畑村                       | 畑村                       | 昭和30年4月20日 篠山町                | 篠山町                     | 昭和50年3月28日 篠山町 | 平成11年4月1日 篠山市 | 令和元年5月1日 改称 丹波篠山市 | 丹波篠山市 |
| 丸山村       |                              | 畑村                       | 畑村                       | 昭和30年4月20日 篠山町                | 篠山町                     | 昭和50年3月28日 篠山町 | 平成11年4月1日 篠山市 | 令和元年5月1日 改称 丹波篠山市 | 丹波篠山市 |
| 瀬利村       |                              | 畑村                       | 畑村                       | 昭和30年4月20日 篠山町                | 篠山町                     | 昭和50年3月28日 篠山町 | 平成11年4月1日 篠山市 | 令和元年5月1日 改称 丹波篠山市 | 丹波篠山市 |
| 菅村         |                              | 畑村                       | 畑村                       | 昭和30年4月20日 篠山町                | 篠山町                     | 昭和50年3月28日 篠山町 | 平成11年4月1日 篠山市 | 令和元年5月1日 改称 丹波篠山市 | 丹波篠山市 |
| 大淵村       |                              | 畑村                       | 畑村                       | 昭和30年4月20日 篠山町                | 篠山町                     | 昭和50年3月28日 篠山町 | 平成11年4月1日 篠山市 | 令和元年5月1日 改称 丹波篠山市 | 丹波篠山市 |
| 和田村       |                              | 畑村                       | 畑村                       | 昭和30年4月20日 篠山町                | 篠山町                     | 昭和50年3月28日 篠山町 | 平成11年4月1日 篠山市 | 令和元年5月1日 改称 丹波篠山市 | 丹波篠山市 |
| 般若寺村     |                              | 畑村                       | 畑村                       | 昭和30年4月20日 篠山町                | 篠山町                     | 昭和50年3月28日 篠山町 | 平成11年4月1日 篠山市 | 令和元年5月1日 改称 丹波篠山市 | 丹波篠山市 |
| 大上村       |                              | 畑村                       | 畑村                       | 昭和30年4月20日 篠山町                | 篠山町                     | 昭和50年3月28日 篠山町 | 平成11年4月1日 篠山市 | 令和元年5月1日 改称 丹波篠山市 | 丹波篠山市 |
| 新荘村       | 新荘村                       | 城北村                     | 城北村                     | 昭和30年4月20日 篠山町                | 篠山町                     | 昭和50年3月28日 篠山町 | 平成11年4月1日 篠山市 | 令和元年5月1日 改称 丹波篠山市 | 丹波篠山市 |
| 野間村       |                              | 城北村                     | 城北村                     | 昭和30年4月20日 篠山町                | 篠山町                     | 昭和50年3月28日 篠山町 | 平成11年4月1日 篠山市 | 令和元年5月1日 改称 丹波篠山市 | 丹波篠山市 |
| 沢田村       |                              | 城北村                     | 城北村                     | 昭和30年4月20日 篠山町                | 篠山町                     | 昭和50年3月28日 篠山町 | 平成11年4月1日 篠山市 | 令和元年5月1日 改称 丹波篠山市 | 丹波篠山市 |
| 北沢田村     |                              | 城北村                     | 城北村                     | 昭和30年4月20日 篠山町                | 篠山町                     | 昭和50年3月28日 篠山町 | 平成11年4月1日 篠山市 | 令和元年5月1日 改称 丹波篠山市 | 丹波篠山市 |
| 大熊村       |                              | 城北村                     | 城北村                     | 昭和30年4月20日 篠山町                | 篠山町                     | 昭和50年3月28日 篠山町 | 平成11年4月1日 篠山市 | 令和元年5月1日 改称 丹波篠山市 | 丹波篠山市 |
| 黒岡村       |                              | 城北村                     | 城北村                     | 昭和30年4月20日 篠山町                | 篠山町                     | 昭和50年3月28日 篠山町 | 平成11年4月1日 篠山市 | 令和元年5月1日 改称 丹波篠山市 | 丹波篠山市 |
| 郡家村       |                              | 城北村                     | 城北村                     | 昭和30年4月20日 篠山町                | 篠山町                     | 昭和50年3月28日 篠山町 | 平成11年4月1日 篠山市 | 令和元年5月1日 改称 丹波篠山市 | 丹波篠山市 |
| 熊谷村       |                              | 城北村                     | 城北村                     | 昭和30年4月20日 篠山町                | 篠山町                     | 昭和50年3月28日 篠山町 | 平成11年4月1日 篠山市 | 令和元年5月1日 改称 丹波篠山市 | 丹波篠山市 |
| 寺内村       |                              | 城北村                     | 城北村                     | 昭和30年4月20日 篠山町                | 篠山町                     | 昭和50年3月28日 篠山町 | 平成11年4月1日 篠山市 | 令和元年5月1日 改称 丹波篠山市 | 丹波篠山市 |
| 佐倉村       |                              | 城北村                     | 城北村                     | 昭和30年4月20日 篠山町                | 篠山町                     | 昭和50年3月28日 篠山町 | 平成11年4月1日 篠山市 | 令和元年5月1日 改称 丹波篠山市 | 丹波篠山市 |
| 大谷村       |                              | 城北村                     | 城北村                     | 昭和30年4月20日 篠山町                | 篠山町                     | 昭和50年3月28日 篠山町 | 平成11年4月1日 篠山市 | 令和元年5月1日 改称 丹波篠山市 | 丹波篠山市 |
| 鷲尾村       |                              | 城北村                     | 城北村                     | 昭和30年4月20日 篠山町                | 篠山町                     | 昭和50年3月28日 篠山町 | 平成11年4月1日 篠山市 | 令和元年5月1日 改称 丹波篠山市 | 丹波篠山市 |
| 知足村       |                              | 城北村                     | 城北村                     | 昭和30年4月20日 篠山町                | 篠山町                     | 昭和50年3月28日 篠山町 | 平成11年4月1日 篠山市 | 令和元年5月1日 改称 丹波篠山市 | 丹波篠山市 |
| 藤岡村       |                              | 城北村                     | 城北村                     | 昭和30年4月20日 篠山町                | 篠山町                     | 昭和50年3月28日 篠山町 | 平成11年4月1日 篠山市 | 令和元年5月1日 改称 丹波篠山市 | 丹波篠山市 |
| 野尻村       | 野尻村                       | 岡野村                     | 岡野村                     | 昭和30年4月20日 篠山町                | 篠山町                     | 昭和50年3月28日 篠山町 | 平成11年4月1日 篠山市 | 令和元年5月1日 改称 丹波篠山市 | 丹波篠山市 |
| 東浜谷村     |                              | 岡野村                     | 岡野村                     | 昭和30年4月20日 篠山町                | 篠山町                     | 昭和50年3月28日 篠山町 | 平成11年4月1日 篠山市 | 令和元年5月1日 改称 丹波篠山市 | 丹波篠山市 |
| 西浜谷村     |                              | 岡野村                     | 岡野村                     | 昭和30年4月20日 篠山町                | 篠山町                     | 昭和50年3月28日 篠山町 | 平成11年4月1日 篠山市 | 令和元年5月1日 改称 丹波篠山市 | 丹波篠山市 |
| 今福村       |                              | 岡野村                     | 岡野村                     | 昭和30年4月20日 篠山町                | 篠山町                     | 昭和50年3月28日 篠山町 | 平成11年4月1日 篠山市 | 令和元年5月1日 改称 丹波篠山市 | 丹波篠山市 |
| 大野村       |                              | 岡野村                     | 岡野村                     | 昭和30年4月20日 篠山町                | 篠山町                     | 昭和50年3月28日 篠山町 | 平成11年4月1日 篠山市 | 令和元年5月1日 改称 丹波篠山市 | 丹波篠山市 |
| 矢代村       |                              | 岡野村                     | 岡野村                     | 昭和30年4月20日 篠山町                | 篠山町                     | 昭和50年3月28日 篠山町 | 平成11年4月1日 篠山市 | 令和元年5月1日 改称 丹波篠山市 | 丹波篠山市 |
| 西岡屋村     |                              | 岡野村                     | 岡野村                     | 昭和30年4月20日 篠山町                | 篠山町                     | 昭和50年3月28日 篠山町 | 平成11年4月1日 篠山市 | 令和元年5月1日 改称 丹波篠山市 | 丹波篠山市 |
| 東岡屋村     |                              | 岡野村                     | 岡野村                     | 昭和30年4月20日 篠山町                | 篠山町                     | 昭和50年3月28日 篠山町 | 平成11年4月1日 篠山市 | 令和元年5月1日 改称 丹波篠山市 | 丹波篠山市 |
| 有居村       |                              | 岡野村                     | 岡野村                     | 昭和30年4月20日 篠山町                | 篠山町                     | 昭和50年3月28日 篠山町 | 平成11年4月1日 篠山市 | 令和元年5月1日 改称 丹波篠山市 | 丹波篠山市 |
| 風深村       |                              | 岡野村                     | 岡野村                     | 昭和30年4月20日 篠山町                | 篠山町                     | 昭和50年3月28日 篠山町 | 平成11年4月1日 篠山市 | 令和元年5月1日 改称 丹波篠山市 | 丹波篠山市 |
| 池上村       | 池上村                       | 八上村                     | 八上村                     | 昭和30年4月20日 篠山町                | 篠山町                     | 昭和50年3月28日 篠山町 | 平成11年4月1日 篠山市 | 令和元年5月1日 改称 丹波篠山市 | 丹波篠山市 |
| 小多田村     |                              | 八上村                     | 八上村                     | 昭和30年4月20日 篠山町                | 篠山町                     | 昭和50年3月28日 篠山町 | 平成11年4月1日 篠山市 | 令和元年5月1日 改称 丹波篠山市 | 丹波篠山市 |
| 西八上村     |                              | 八上村                     | 八上村                     | 昭和30年4月20日 篠山町                | 篠山町                     | 昭和50年3月28日 篠山町 | 平成11年4月1日 篠山市 | 令和元年5月1日 改称 丹波篠山市 | 丹波篠山市 |
| 松ノ木村     |                              | 八上村                     | 八上村                     | 昭和30年4月20日 篠山町                | 篠山町                     | 昭和50年3月28日 篠山町 | 平成11年4月1日 篠山市 | 令和元年5月1日 改称 丹波篠山市 | 丹波篠山市 |
| 善左衛門村   |                              | 八上村                     | 八上村                     | 昭和30年4月20日 篠山町                | 篠山町                     | 昭和50年3月28日 篠山町 | 平成11年4月1日 篠山市 | 令和元年5月1日 改称 丹波篠山市 | 丹波篠山市 |
| 八上下村     | 八上下村                     | 八上村                     | 八上村                     | 昭和30年4月20日 篠山町                | 篠山町                     | 昭和50年3月28日 篠山町 | 平成11年4月1日 篠山市 | 令和元年5月1日 改称 丹波篠山市 | 丹波篠山市 |
| 八上下村     | 明治4年 分立 糯ヶ坪村        | 八上村                     | 八上村                     | 昭和30年4月20日 篠山町                | 篠山町                     | 昭和50年3月28日 篠山町 | 平成11年4月1日 篠山市 | 令和元年5月1日 改称 丹波篠山市 | 丹波篠山市 |
| 奥谷村       |                              | 八上村                     | 八上村                     | 昭和30年4月20日 篠山町                | 篠山町                     | 昭和50年3月28日 篠山町 | 平成11年4月1日 篠山市 | 令和元年5月1日 改称 丹波篠山市 | 丹波篠山市 |
| 八上内村     |                              | 八上村                     | 八上村                     | 昭和30年4月20日 篠山町                | 篠山町                     | 昭和50年3月28日 篠山町 | 平成11年4月1日 篠山市 | 令和元年5月1日 改称 丹波篠山市 | 丹波篠山市 |
| 八上新村     | 八上新村                     | 日置村                     | 日置村                     | 昭和30年4月10日 城東村                | 昭和35年1月1日 町制 城東町 | 昭和50年3月28日 篠山町 | 平成11年4月1日 篠山市 | 令和元年5月1日 改称 丹波篠山市 | 丹波篠山市 |
| 八上上村     |                              | 日置村                     | 日置村                     | 昭和30年4月10日 城東村                | 昭和35年1月1日 町制 城東町 | 昭和50年3月28日 篠山町 | 平成11年4月1日 篠山市 | 令和元年5月1日 改称 丹波篠山市 | 丹波篠山市 |
| 西荘村       |                              | 日置村                     | 日置村                     | 昭和30年4月10日 城東村                | 昭和35年1月1日 町制 城東町 | 昭和50年3月28日 篠山町 | 平成11年4月1日 篠山市 | 令和元年5月1日 改称 丹波篠山市 | 丹波篠山市 |
| 野々垣村     |                              | 日置村                     | 日置村                     | 昭和30年4月10日 城東村                | 昭和35年1月1日 町制 城東町 | 昭和50年3月28日 篠山町 | 平成11年4月1日 篠山市 | 令和元年5月1日 改称 丹波篠山市 | 丹波篠山市 |
| 曽地口村     |                              | 日置村                     | 日置村                     | 昭和30年4月10日 城東村                | 昭和35年1月1日 町制 城東町 | 昭和50年3月28日 篠山町 | 平成11年4月1日 篠山市 | 令和元年5月1日 改称 丹波篠山市 | 丹波篠山市 |
| 曽地中村     |                              | 日置村                     | 日置村                     | 昭和30年4月10日 城東村                | 昭和35年1月1日 町制 城東町 | 昭和50年3月28日 篠山町 | 平成11年4月1日 篠山市 | 令和元年5月1日 改称 丹波篠山市 | 丹波篠山市 |
| 曽地奥村     |                              | 日置村                     | 日置村                     | 昭和30年4月10日 城東村                | 昭和35年1月1日 町制 城東町 | 昭和50年3月28日 篠山町 | 平成11年4月1日 篠山市 | 令和元年5月1日 改称 丹波篠山市 | 丹波篠山市 |
| 上宿村       |                              | 日置村                     | 日置村                     | 昭和30年4月10日 城東村                | 昭和35年1月1日 町制 城東町 | 昭和50年3月28日 篠山町 | 平成11年4月1日 篠山市 | 令和元年5月1日 改称 丹波篠山市 | 丹波篠山市 |
| 井之上村     |                              | 日置村                     | 日置村                     | 昭和30年4月10日 城東村                | 昭和35年1月1日 町制 城東町 | 昭和50年3月28日 篠山町 | 平成11年4月1日 篠山市 | 令和元年5月1日 改称 丹波篠山市 | 丹波篠山市 |
| 畑市村       |                              | 日置村                     | 日置村                     | 昭和30年4月10日 城東村                | 昭和35年1月1日 町制 城東町 | 昭和50年3月28日 篠山町 | 平成11年4月1日 篠山市 | 令和元年5月1日 改称 丹波篠山市 | 丹波篠山市 |
| 畑井村       |                              | 日置村                     | 日置村                     | 昭和30年4月10日 城東村                | 昭和35年1月1日 町制 城東町 | 昭和50年3月28日 篠山町 | 平成11年4月1日 篠山市 | 令和元年5月1日 改称 丹波篠山市 | 丹波篠山市 |
| 北島村       |                              | 日置村                     | 日置村                     | 昭和30年4月10日 城東村                | 昭和35年1月1日 町制 城東町 | 昭和50年3月28日 篠山町 | 平成11年4月1日 篠山市 | 令和元年5月1日 改称 丹波篠山市 | 丹波篠山市 |
| 小中村       |                              | 日置村                     | 日置村                     | 昭和30年4月10日 城東村                | 昭和35年1月1日 町制 城東町 | 昭和50年3月28日 篠山町 | 平成11年4月1日 篠山市 | 令和元年5月1日 改称 丹波篠山市 | 丹波篠山市 |
| 辻村         |                              | 日置村                     | 日置村                     | 昭和30年4月10日 城東村                | 昭和35年1月1日 町制 城東町 | 昭和50年3月28日 篠山町 | 平成11年4月1日 篠山市 | 令和元年5月1日 改称 丹波篠山市 | 丹波篠山市 |
| 宮之前村     | 宮之前村                     | 日置村                     | 日置村                     | 昭和30年4月10日 城東村                | 昭和35年1月1日 町制 城東町 | 昭和50年3月28日 篠山町 | 平成11年4月1日 篠山市 | 令和元年5月1日 改称 丹波篠山市 | 丹波篠山市 |
| 宮之前村     | 明治初年 分立 波々伯部分     | 日置村                     | 日置村                     | 昭和30年4月10日 城東村                | 昭和35年1月1日 町制 城東町 | 昭和50年3月28日 篠山町 | 平成11年4月1日 篠山市 | 令和元年5月1日 改称 丹波篠山市 | 丹波篠山市 |
| 後川上村     | 後川上村                     | 日置村                     | 明治25年1月8日 分立 後川村 | 昭和30年4月10日 城東村                | 昭和35年1月1日 町制 城東町 | 昭和50年3月28日 篠山町 | 平成11年4月1日 篠山市 | 令和元年5月1日 改称 丹波篠山市 | 丹波篠山市 |
| 後川中村     |                              | 日置村                     | 明治25年1月8日 分立 後川村 | 昭和30年4月10日 城東村                | 昭和35年1月1日 町制 城東町 | 昭和50年3月28日 篠山町 | 平成11年4月1日 篠山市 | 令和元年5月1日 改称 丹波篠山市 | 丹波篠山市 |
| 後川下村     |                              | 日置村                     | 明治25年1月8日 分立 後川村 | 昭和30年4月10日 城東村                | 昭和35年1月1日 町制 城東町 | 昭和50年3月28日 篠山町 | 平成11年4月1日 篠山市 | 令和元年5月1日 改称 丹波篠山市 | 丹波篠山市 |
| 後川新田村   |                              | 日置村                     | 明治25年1月8日 分立 後川村 | 昭和30年4月10日 城東村                | 昭和35年1月1日 町制 城東町 | 昭和50年3月28日 篠山町 | 平成11年4月1日 篠山市 | 令和元年5月1日 改称 丹波篠山市 | 丹波篠山市 |
| 後川奥村     |                              | 日置村                     | 明治25年1月8日 分立 後川村 | 昭和30年4月10日 城東村                | 昭和35年1月1日 町制 城東町 | 昭和50年3月28日 篠山町 | 平成11年4月1日 篠山市 | 令和元年5月1日 改称 丹波篠山市 | 丹波篠山市 |
| 泉村         | 泉村                         | 雲部村                     | 雲部村                     | 昭和30年4月10日 城東村                | 昭和35年1月1日 町制 城東町 | 昭和50年3月28日 篠山町 | 平成11年4月1日 篠山市 | 令和元年5月1日 改称 丹波篠山市 | 丹波篠山市 |
| 倉谷村       |                              | 雲部村                     | 雲部村                     | 昭和30年4月10日 城東村                | 昭和35年1月1日 町制 城東町 | 昭和50年3月28日 篠山町 | 平成11年4月1日 篠山市 | 令和元年5月1日 改称 丹波篠山市 | 丹波篠山市 |
| 春日江村     |                              | 雲部村                     | 雲部村                     | 昭和30年4月10日 城東村                | 昭和35年1月1日 町制 城東町 | 昭和50年3月28日 篠山町 | 平成11年4月1日 篠山市 | 令和元年5月1日 改称 丹波篠山市 | 丹波篠山市 |
| 佐貫谷村     |                              | 雲部村                     | 雲部村                     | 昭和30年4月10日 城東村                | 昭和35年1月1日 町制 城東町 | 昭和50年3月28日 篠山町 | 平成11年4月1日 篠山市 | 令和元年5月1日 改称 丹波篠山市 | 丹波篠山市 |
| 西本庄村     |                              | 雲部村                     | 雲部村                     | 昭和30年4月10日 城東村                | 昭和35年1月1日 町制 城東町 | 昭和50年3月28日 篠山町 | 平成11年4月1日 篠山市 | 令和元年5月1日 改称 丹波篠山市 | 丹波篠山市 |
| 東本庄村     |                              | 雲部村                     | 雲部村                     | 昭和30年4月10日 城東村                | 昭和35年1月1日 町制 城東町 | 昭和50年3月28日 篠山町 | 平成11年4月1日 篠山市 | 令和元年5月1日 改称 丹波篠山市 | 丹波篠山市 |
| 県守村       |                              | 雲部村                     | 雲部村                     | 昭和30年4月10日 城東村                | 昭和35年1月1日 町制 城東町 | 昭和50年3月28日 篠山町 | 平成11年4月1日 篠山市 | 令和元年5月1日 改称 丹波篠山市 | 丹波篠山市 |
| 奥県守村     |                              | 雲部村                     | 雲部村                     | 昭和30年4月10日 城東村                | 昭和35年1月1日 町制 城東町 | 昭和50年3月28日 篠山町 | 平成11年4月1日 篠山市 | 令和元年5月1日 改称 丹波篠山市 | 丹波篠山市 |
| 福住村       | 福住村                       | 福住村                     | 福住村                     | 昭和30年4月15日 多紀村                | 昭和35年1月1日 町制 多紀町 | 昭和50年3月28日 篠山町 | 平成11年4月1日 篠山市 | 令和元年5月1日 改称 丹波篠山市 | 丹波篠山市 |
| 小野新村     |                              | 福住村                     | 福住村                     | 昭和30年4月15日 多紀村                | 昭和35年1月1日 町制 多紀町 | 昭和50年3月28日 篠山町 | 平成11年4月1日 篠山市 | 令和元年5月1日 改称 丹波篠山市 | 丹波篠山市 |
| 小野之奥谷村 |                              | 福住村                     | 福住村                     | 昭和30年4月15日 多紀村                | 昭和35年1月1日 町制 多紀町 | 昭和50年3月28日 篠山町 | 平成11年4月1日 篠山市 | 令和元年5月1日 改称 丹波篠山市 | 丹波篠山市 |
| 箱谷村       |                              | 福住村                     | 福住村                     | 昭和30年4月15日 多紀村                | 昭和35年1月1日 町制 多紀町 | 昭和50年3月28日 篠山町 | 平成11年4月1日 篠山市 | 令和元年5月1日 改称 丹波篠山市 | 丹波篠山市 |
| 二之坪村     |                              | 福住村                     | 福住村                     | 昭和30年4月15日 多紀村                | 昭和35年1月1日 町制 多紀町 | 昭和50年3月28日 篠山町 | 平成11年4月1日 篠山市 | 令和元年5月1日 改称 丹波篠山市 | 丹波篠山市 |
| 藤之木村     |                              | 福住村                     | 福住村                     | 昭和30年4月15日 多紀村                | 昭和35年1月1日 町制 多紀町 | 昭和50年3月28日 篠山町 | 平成11年4月1日 篠山市 | 令和元年5月1日 改称 丹波篠山市 | 丹波篠山市 |
| 幡路村       |                              | 福住村                     | 福住村                     | 昭和30年4月15日 多紀村                | 昭和35年1月1日 町制 多紀町 | 昭和50年3月28日 篠山町 | 平成11年4月1日 篠山市 | 令和元年5月1日 改称 丹波篠山市 | 丹波篠山市 |
| 安田村       |                              | 福住村                     | 福住村                     | 昭和30年4月15日 多紀村                | 昭和35年1月1日 町制 多紀町 | 昭和50年3月28日 篠山町 | 平成11年4月1日 篠山市 | 令和元年5月1日 改称 丹波篠山市 | 丹波篠山市 |
| 本明谷村     |                              | 福住村                     | 福住村                     | 昭和30年4月15日 多紀村                | 昭和35年1月1日 町制 多紀町 | 昭和50年3月28日 篠山町 | 平成11年4月1日 篠山市 | 令和元年5月1日 改称 丹波篠山市 | 丹波篠山市 |
| 川原村       |                              | 福住村                     | 福住村                     | 昭和30年4月15日 多紀村                | 昭和35年1月1日 町制 多紀町 | 昭和50年3月28日 篠山町 | 平成11年4月1日 篠山市 | 令和元年5月1日 改称 丹波篠山市 | 丹波篠山市 |
| 安口村       |                              | 福住村                     | 福住村                     | 昭和30年4月15日 多紀村                | 昭和35年1月1日 町制 多紀町 | 昭和50年3月28日 篠山町 | 平成11年4月1日 篠山市 | 令和元年5月1日 改称 丹波篠山市 | 丹波篠山市 |
| 西野々村     |                              | 福住村                     | 福住村                     | 昭和30年4月15日 多紀村                | 昭和35年1月1日 町制 多紀町 | 昭和50年3月28日 篠山町 | 平成11年4月1日 篠山市 | 令和元年5月1日 改称 丹波篠山市 | 丹波篠山市 |
| 下原山村     |                              | 福住村                     | 福住村                     | 昭和30年4月15日 多紀村                | 昭和35年1月1日 町制 多紀町 | 昭和50年3月28日 篠山町 | 平成11年4月1日 篠山市 | 令和元年5月1日 改称 丹波篠山市 | 丹波篠山市 |
| 中原山村     |                              | 福住村                     | 福住村                     | 昭和30年4月15日 多紀村                | 昭和35年1月1日 町制 多紀町 | 昭和50年3月28日 篠山町 | 平成11年4月1日 篠山市 | 令和元年5月1日 改称 丹波篠山市 | 丹波篠山市 |
| 奥原山村     |                              | 福住村                     | 福住村                     | 昭和30年4月15日 多紀村                | 昭和35年1月1日 町制 多紀町 | 昭和50年3月28日 篠山町 | 平成11年4月1日 篠山市 | 令和元年5月1日 改称 丹波篠山市 | 丹波篠山市 |
| 中村         | 中村                         | 大芋村                     | 大芋村                     | 昭和30年4月15日 多紀村                | 昭和35年1月1日 町制 多紀町 | 昭和50年3月28日 篠山町 | 平成11年4月1日 篠山市 | 令和元年5月1日 改称 丹波篠山市 | 丹波篠山市 |
| 福井村       |                              | 大芋村                     | 大芋村                     | 昭和30年4月15日 多紀村                | 昭和35年1月1日 町制 多紀町 | 昭和50年3月28日 篠山町 | 平成11年4月1日 篠山市 | 令和元年5月1日 改称 丹波篠山市 | 丹波篠山市 |
| 小原村       |                              | 大芋村                     | 大芋村                     | 昭和30年4月15日 多紀村                | 昭和35年1月1日 町制 多紀町 | 昭和50年3月28日 篠山町 | 平成11年4月1日 篠山市 | 令和元年5月1日 改称 丹波篠山市 | 丹波篠山市 |
| 藤坂村       |                              | 大芋村                     | 大芋村                     | 昭和30年4月15日 多紀村                | 昭和35年1月1日 町制 多紀町 | 昭和50年3月28日 篠山町 | 平成11年4月1日 篠山市 | 令和元年5月1日 改称 丹波篠山市 | 丹波篠山市 |
| 三熊村       |                              | 大芋村                     | 大芋村                     | 昭和30年4月15日 多紀村                | 昭和35年1月1日 町制 多紀町 | 昭和50年3月28日 篠山町 | 平成11年4月1日 篠山市 | 令和元年5月1日 改称 丹波篠山市 | 丹波篠山市 |
| 小倉村       |                              | 大芋村                     | 大芋村                     | 昭和30年4月15日 多紀村                | 昭和35年1月1日 町制 多紀町 | 昭和50年3月28日 篠山町 | 平成11年4月1日 篠山市 | 令和元年5月1日 改称 丹波篠山市 | 丹波篠山市 |
| 市野々村     |                              | 大芋村                     | 大芋村                     | 昭和30年4月15日 多紀村                | 昭和35年1月1日 町制 多紀町 | 昭和50年3月28日 篠山町 | 平成11年4月1日 篠山市 | 令和元年5月1日 改称 丹波篠山市 | 丹波篠山市 |
| 奥山村       |                              | 大芋村                     | 大芋村                     | 昭和30年4月15日 多紀村                | 昭和35年1月1日 町制 多紀町 | 昭和50年3月28日 篠山町 | 平成11年4月1日 篠山市 | 令和元年5月1日 改称 丹波篠山市 | 丹波篠山市 |
| 大藤村       |                              | 大芋村                     | 大芋村                     | 昭和30年4月15日 多紀村                | 昭和35年1月1日 町制 多紀町 | 昭和50年3月28日 篠山町 | 平成11年4月1日 篠山市 | 令和元年5月1日 改称 丹波篠山市 | 丹波篠山市 |
| 立金村       |                              | 大芋村                     | 大芋村                     | 昭和30年4月15日 多紀村                | 昭和35年1月1日 町制 多紀町 | 昭和50年3月28日 篠山町 | 平成11年4月1日 篠山市 | 令和元年5月1日 改称 丹波篠山市 | 丹波篠山市 |
| 宮代村       |                              | 大芋村                     | 大芋村                     | 昭和30年4月15日 多紀村                | 昭和35年1月1日 町制 多紀町 | 昭和50年3月28日 篠山町 | 平成11年4月1日 篠山市 | 令和元年5月1日 改称 丹波篠山市 | 丹波篠山市 |
| 向井村       | 向井村                       | 村雲村                     | 村雲村                     | 昭和30年4月15日 多紀村                | 昭和35年1月1日 町制 多紀町 | 昭和50年3月28日 篠山町 | 平成11年4月1日 篠山市 | 令和元年5月1日 改称 丹波篠山市 | 丹波篠山市 |
| 栃梨村       |                              | 村雲村                     | 村雲村                     | 昭和30年4月15日 多紀村                | 昭和35年1月1日 町制 多紀町 | 昭和50年3月28日 篠山町 | 平成11年4月1日 篠山市 | 令和元年5月1日 改称 丹波篠山市 | 丹波篠山市 |
| 貝田村       |                              | 村雲村                     | 村雲村                     | 昭和30年4月15日 多紀村                | 昭和35年1月1日 町制 多紀町 | 昭和50年3月28日 篠山町 | 平成11年4月1日 篠山市 | 令和元年5月1日 改称 丹波篠山市 | 丹波篠山市 |
| 井串村       |                              | 村雲村                     | 村雲村                     | 昭和30年4月15日 多紀村                | 昭和35年1月1日 町制 多紀町 | 昭和50年3月28日 篠山町 | 平成11年4月1日 篠山市 | 令和元年5月1日 改称 丹波篠山市 | 丹波篠山市 |
| 細工所村     |                              | 村雲村                     | 村雲村                     | 昭和30年4月15日 多紀村                | 昭和35年1月1日 町制 多紀町 | 昭和50年3月28日 篠山町 | 平成11年4月1日 篠山市 | 令和元年5月1日 改称 丹波篠山市 | 丹波篠山市 |
| 塩岡村       |                              | 村雲村                     | 村雲村                     | 昭和30年4月15日 多紀村                | 昭和35年1月1日 町制 多紀町 | 昭和50年3月28日 篠山町 | 平成11年4月1日 篠山市 | 令和元年5月1日 改称 丹波篠山市 | 丹波篠山市 |
| 草ノ上村     |                              | 村雲村                     | 村雲村                     | 昭和30年4月15日 多紀村                | 昭和35年1月1日 町制 多紀町 | 昭和50年3月28日 篠山町 | 平成11年4月1日 篠山市 | 令和元年5月1日 改称 丹波篠山市 | 丹波篠山市 |
| 小田中村     |                              | 村雲村                     | 村雲村                     | 昭和30年4月15日 多紀村                | 昭和35年1月1日 町制 多紀町 | 昭和50年3月28日 篠山町 | 平成11年4月1日 篠山市 | 令和元年5月1日 改称 丹波篠山市 | 丹波篠山市 |
| 小立村       |                              | 村雲村                     | 村雲村                     | 昭和30年4月15日 多紀村                | 昭和35年1月1日 町制 多紀町 | 昭和50年3月28日 篠山町 | 平成11年4月1日 篠山市 | 令和元年5月1日 改称 丹波篠山市 | 丹波篠山市 |
| 垂水村       |                              | 村雲村                     | 村雲村                     | 昭和30年4月15日 多紀村                | 昭和35年1月1日 町制 多紀町 | 昭和50年3月28日 篠山町 | 平成11年4月1日 篠山市 | 令和元年5月1日 改称 丹波篠山市 | 丹波篠山市 |
| 山田村       |                              | 村雲村                     | 村雲村                     | 昭和30年4月15日 多紀村                | 昭和35年1月1日 町制 多紀町 | 昭和50年3月28日 篠山町 | 平成11年4月1日 篠山市 | 令和元年5月1日 改称 丹波篠山市 | 丹波篠山市 |
| 上笹見村     |                              | 村雲村                     | 村雲村                     | 昭和30年4月15日 多紀村                | 昭和35年1月1日 町制 多紀町 | 昭和50年3月28日 篠山町 | 平成11年4月1日 篠山市 | 令和元年5月1日 改称 丹波篠山市 | 丹波篠山市 |
| 下笹見村     |                              | 村雲村                     | 村雲村                     | 昭和30年4月15日 多紀村                | 昭和35年1月1日 町制 多紀町 | 昭和50年3月28日 篠山町 | 平成11年4月1日 篠山市 | 令和元年5月1日 改称 丹波篠山市 | 丹波篠山市 |
| 上板井村     | 上板井村                     | 北河内村                   | 北河内村                   | 昭和30年1月1日 西北村 同日改称 西紀村 | 昭和35年1月1日 町制 西紀町 | 西紀町                 | 平成11年4月1日 篠山市 | 令和元年5月1日 改称 丹波篠山市 | 丹波篠山市 |
| 下板井村     |                              | 北河内村                   | 北河内村                   | 昭和30年1月1日 西北村 同日改称 西紀村 | 昭和35年1月1日 町制 西紀町 | 西紀町                 | 平成11年4月1日 篠山市 | 令和元年5月1日 改称 丹波篠山市 | 丹波篠山市 |
| 小坂村       |                              | 北河内村                   | 北河内村                   | 昭和30年1月1日 西北村 同日改称 西紀村 | 昭和35年1月1日 町制 西紀町 | 西紀町                 | 平成11年4月1日 篠山市 | 令和元年5月1日 改称 丹波篠山市 | 丹波篠山市 |
| 乗竹村       |                              | 北河内村                   | 北河内村                   | 昭和30年1月1日 西北村 同日改称 西紀村 | 昭和35年1月1日 町制 西紀町 | 西紀町                 | 平成11年4月1日 篠山市 | 令和元年5月1日 改称 丹波篠山市 | 丹波篠山市 |
| 宮田村       |                              | 北河内村                   | 北河内村                   | 昭和30年1月1日 西北村 同日改称 西紀村 | 昭和35年1月1日 町制 西紀町 | 西紀町                 | 平成11年4月1日 篠山市 | 令和元年5月1日 改称 丹波篠山市 | 丹波篠山市 |
| 打坂村       |                              | 北河内村                   | 北河内村                   | 昭和30年1月1日 西北村 同日改称 西紀村 | 昭和35年1月1日 町制 西紀町 | 西紀町                 | 平成11年4月1日 篠山市 | 令和元年5月1日 改称 丹波篠山市 | 丹波篠山市 |
| 垣屋村       |                              | 北河内村                   | 北河内村                   | 昭和30年1月1日 西北村 同日改称 西紀村 | 昭和35年1月1日 町制 西紀町 | 西紀町                 | 平成11年4月1日 篠山市 | 令和元年5月1日 改称 丹波篠山市 | 丹波篠山市 |
| 高坂村       |                              | 北河内村                   | 北河内村                   | 昭和30年1月1日 西北村 同日改称 西紀村 | 昭和35年1月1日 町制 西紀町 | 西紀町                 | 平成11年4月1日 篠山市 | 令和元年5月1日 改称 丹波篠山市 | 丹波篠山市 |
| 倉本村       |                              | 北河内村                   | 北河内村                   | 昭和30年1月1日 西北村 同日改称 西紀村 | 昭和35年1月1日 町制 西紀町 | 西紀町                 | 平成11年4月1日 篠山市 | 令和元年5月1日 改称 丹波篠山市 | 丹波篠山市 |
| 坂本村       |                              | 北河内村                   | 北河内村                   | 昭和30年1月1日 西北村 同日改称 西紀村 | 昭和35年1月1日 町制 西紀町 | 西紀町                 | 平成11年4月1日 篠山市 | 令和元年5月1日 改称 丹波篠山市 | 丹波篠山市 |
| 栗柄村       |                              | 北河内村                   | 北河内村                   | 昭和30年1月1日 西北村 同日改称 西紀村 | 昭和35年1月1日 町制 西紀町 | 西紀町                 | 平成11年4月1日 篠山市 | 令和元年5月1日 改称 丹波篠山市 | 丹波篠山市 |
| 黒田村       | 黒田村                       | 南河内村                   | 南河内村                   | 昭和30年1月1日 西北村 同日改称 西紀村 | 昭和35年1月1日 町制 西紀町 | 西紀町                 | 平成11年4月1日 篠山市 | 令和元年5月1日 改称 丹波篠山市 | 丹波篠山市 |
| 川北村       |                              | 南河内村                   | 南河内村                   | 昭和30年1月1日 西北村 同日改称 西紀村 | 昭和35年1月1日 町制 西紀町 | 西紀町                 | 平成11年4月1日 篠山市 | 令和元年5月1日 改称 丹波篠山市 | 丹波篠山市 |
| 川北新田村   |                              | 南河内村                   | 南河内村                   | 昭和30年1月1日 西北村 同日改称 西紀村 | 昭和35年1月1日 町制 西紀町 | 西紀町                 | 平成11年4月1日 篠山市 | 令和元年5月1日 改称 丹波篠山市 | 丹波篠山市 |
| 坂本村       | 明治12年1月8日 改称 口坂本村 | 南河内村                   | 南河内村                   | 昭和30年1月1日 西北村 同日改称 西紀村 | 昭和35年1月1日 町制 西紀町 | 西紀町                 | 平成11年4月1日 篠山市 | 令和元年5月1日 改称 丹波篠山市 | 丹波篠山市 |
| 西谷村       |                              | 南河内村                   | 南河内村                   | 昭和30年1月1日 西北村 同日改称 西紀村 | 昭和35年1月1日 町制 西紀町 | 西紀町                 | 平成11年4月1日 篠山市 | 令和元年5月1日 改称 丹波篠山市 | 丹波篠山市 |
| 東木ノ部村   |                              | 南河内村                   | 南河内村                   | 昭和30年1月1日 西北村 同日改称 西紀村 | 昭和35年1月1日 町制 西紀町 | 西紀町                 | 平成11年4月1日 篠山市 | 令和元年5月1日 改称 丹波篠山市 | 丹波篠山市 |
| 高屋村       |                              | 南河内村                   | 南河内村                   | 昭和30年1月1日 西北村 同日改称 西紀村 | 昭和35年1月1日 町制 西紀町 | 西紀町                 | 平成11年4月1日 篠山市 | 令和元年5月1日 改称 丹波篠山市 | 丹波篠山市 |
| 川西村       |                              | 南河内村                   | 南河内村                   | 昭和30年1月1日 西北村 同日改称 西紀村 | 昭和35年1月1日 町制 西紀町 | 西紀町                 | 平成11年4月1日 篠山市 | 令和元年5月1日 改称 丹波篠山市 | 丹波篠山市 |
| 西木ノ部村   |                              | 南河内村                   | 南河内村                   | 昭和30年1月1日 西北村 同日改称 西紀村 | 昭和35年1月1日 町制 西紀町 | 西紀町                 | 平成11年4月1日 篠山市 | 令和元年5月1日 改称 丹波篠山市 | 丹波篠山市 |
| 草山村       | 明治初年 改称 本郷村         | 草山村                     | 草山村                     | 昭和30年1月1日 西北村 同日改称 西紀村 | 昭和35年1月1日 町制 西紀町 | 西紀町                 | 平成11年4月1日 篠山市 | 令和元年5月1日 改称 丹波篠山市 | 丹波篠山市 |
| 川坂村       |                              | 草山村                     | 草山村                     | 昭和30年1月1日 西北村 同日改称 西紀村 | 昭和35年1月1日 町制 西紀町 | 西紀町                 | 平成11年4月1日 篠山市 | 令和元年5月1日 改称 丹波篠山市 | 丹波篠山市 |
| 遠方村       |                              | 草山村                     | 草山村                     | 昭和30年1月1日 西北村 同日改称 西紀村 | 昭和35年1月1日 町制 西紀町 | 西紀町                 | 平成11年4月1日 篠山市 | 令和元年5月1日 改称 丹波篠山市 | 丹波篠山市 |
| 桑原村       |                              | 草山村                     | 草山村                     | 昭和30年1月1日 西北村 同日改称 西紀村 | 昭和35年1月1日 町制 西紀町 | 西紀町                 | 平成11年4月1日 篠山市 | 令和元年5月1日 改称 丹波篠山市 | 丹波篠山市 |
| 長安寺村     | 長安寺村                     | 大山村                     | 大山村                     | 昭和30年4月15日 丹南町                | 丹南町                     | 丹南町                 | 平成11年4月1日 篠山市 | 令和元年5月1日 改称 丹波篠山市 | 丹波篠山市 |
| 町ノ田村     |                              | 大山村                     | 大山村                     | 昭和30年4月15日 丹南町                | 丹南町                     | 丹南町                 | 平成11年4月1日 篠山市 | 令和元年5月1日 改称 丹波篠山市 | 丹波篠山市 |
| 一印谷村     |                              | 大山村                     | 大山村                     | 昭和30年4月15日 丹南町                | 丹南町                     | 丹南町                 | 平成11年4月1日 篠山市 | 令和元年5月1日 改称 丹波篠山市 | 丹波篠山市 |
| 高倉村       |                              | 大山村                     | 大山村                     | 昭和30年4月15日 丹南町                | 丹南町                     | 丹南町                 | 平成11年4月1日 篠山市 | 令和元年5月1日 改称 丹波篠山市 | 丹波篠山市 |
| 石住村       |                              | 大山村                     | 大山村                     | 昭和30年4月15日 丹南町                | 丹南町                     | 丹南町                 | 平成11年4月1日 篠山市 | 令和元年5月1日 改称 丹波篠山市 | 丹波篠山市 |
| 追入村       |                              | 大山村                     | 大山村                     | 昭和30年4月15日 丹南町                | 丹南町                     | 丹南町                 | 平成11年4月1日 篠山市 | 令和元年5月1日 改称 丹波篠山市 | 丹波篠山市 |
| 大山宮村     |                              | 大山村                     | 大山村                     | 昭和30年4月15日 丹南町                | 丹南町                     | 丹南町                 | 平成11年4月1日 篠山市 | 令和元年5月1日 改称 丹波篠山市 | 丹波篠山市 |
| 大山上村     |                              | 大山村                     | 大山村                     | 昭和30年4月15日 丹南町                | 丹南町                     | 丹南町                 | 平成11年4月1日 篠山市 | 令和元年5月1日 改称 丹波篠山市 | 丹波篠山市 |
| 大山新村     |                              | 大山村                     | 大山村                     | 昭和30年4月15日 丹南町                | 丹南町                     | 丹南町                 | 平成11年4月1日 篠山市 | 令和元年5月1日 改称 丹波篠山市 | 丹波篠山市 |
| 徳永村       |                              | 大山村                     | 大山村                     | 昭和30年4月15日 丹南町                | 丹南町                     | 丹南町                 | 平成11年4月1日 篠山市 | 令和元年5月1日 改称 丹波篠山市 | 丹波篠山市 |
| 北野新田村   |                              | 大山村                     | 大山村                     | 昭和30年4月15日 丹南町                | 丹南町                     | 丹南町                 | 平成11年4月1日 篠山市 | 令和元年5月1日 改称 丹波篠山市 | 丹波篠山市 |
| 北野村       |                              | 大山村                     | 大山村                     | 昭和30年4月15日 丹南町                | 丹南町                     | 丹南町                 | 平成11年4月1日 篠山市 | 令和元年5月1日 改称 丹波篠山市 | 丹波篠山市 |
| 大山下村     |                              | 大山村                     | 大山村                     | 昭和30年4月15日 丹南町                | 丹南町                     | 丹南町                 | 平成11年4月1日 篠山市 | 令和元年5月1日 改称 丹波篠山市 | 丹波篠山市 |
| 東河地村     |                              | 大山村                     | 大山村                     | 昭和30年4月15日 丹南町                | 丹南町                     | 丹南町                 | 平成11年4月1日 篠山市 | 令和元年5月1日 改称 丹波篠山市 | 丹波篠山市 |
| 明野村       |                              | 大山村                     | 大山村                     | 昭和30年4月15日 丹南町                | 丹南町                     | 丹南町                 | 平成11年4月1日 篠山市 | 令和元年5月1日 改称 丹波篠山市 | 丹波篠山市 |
| 荒子新田村   |                              | 大山村                     | 大山村                     | 昭和30年4月15日 丹南町                | 丹南町                     | 丹南町                 | 平成11年4月1日 篠山市 | 令和元年5月1日 改称 丹波篠山市 | 丹波篠山市 |
| 園田分       |                              | 大山村                     | 大山村                     | 昭和30年4月15日 丹南町                | 丹南町                     | 丹南町                 | 平成11年4月1日 篠山市 | 令和元年5月1日 改称 丹波篠山市 | 丹波篠山市 |
| 吹上村       | 吹上村                       | 味間村                     | 味間村                     | 昭和30年4月15日 丹南町                | 丹南町                     | 丹南町                 | 平成11年4月1日 篠山市 | 令和元年5月1日 改称 丹波篠山市 | 丹波篠山市 |
| 吹中村       |                              | 味間村                     | 味間村                     | 昭和30年4月15日 丹南町                | 丹南町                     | 丹南町                 | 平成11年4月1日 篠山市 | 令和元年5月1日 改称 丹波篠山市 | 丹波篠山市 |
| 吹下村       |                              | 味間村                     | 味間村                     | 昭和30年4月15日 丹南町                | 丹南町                     | 丹南町                 | 平成11年4月1日 篠山市 | 令和元年5月1日 改称 丹波篠山市 | 丹波篠山市 |
| 吹新村       |                              | 味間村                     | 味間村                     | 昭和30年4月15日 丹南町                | 丹南町                     | 丹南町                 | 平成11年4月1日 篠山市 | 令和元年5月1日 改称 丹波篠山市 | 丹波篠山市 |
| 網掛村       |                              | 味間村                     | 味間村                     | 昭和30年4月15日 丹南町                | 丹南町                     | 丹南町                 | 平成11年4月1日 篠山市 | 令和元年5月1日 改称 丹波篠山市 | 丹波篠山市 |
| 杉村         |                              | 味間村                     | 味間村                     | 昭和30年4月15日 丹南町                | 丹南町                     | 丹南町                 | 平成11年4月1日 篠山市 | 令和元年5月1日 改称 丹波篠山市 | 丹波篠山市 |
| 東古佐村     |                              | 味間村                     | 味間村                     | 昭和30年4月15日 丹南町                | 丹南町                     | 丹南町                 | 平成11年4月1日 篠山市 | 令和元年5月1日 改称 丹波篠山市 | 丹波篠山市 |
| 西吹村       |                              | 味間村                     | 味間村                     | 昭和30年4月15日 丹南町                | 丹南町                     | 丹南町                 | 平成11年4月1日 篠山市 | 令和元年5月1日 改称 丹波篠山市 | 丹波篠山市 |
| 西古佐村     |                              | 味間村                     | 味間村                     | 昭和30年4月15日 丹南町                | 丹南町                     | 丹南町                 | 平成11年4月1日 篠山市 | 令和元年5月1日 改称 丹波篠山市 | 丹波篠山市 |
| 味間北村     |                              | 味間村                     | 味間村                     | 昭和30年4月15日 丹南町                | 丹南町                     | 丹南町                 | 平成11年4月1日 篠山市 | 令和元年5月1日 改称 丹波篠山市 | 丹波篠山市 |
| 味間南村     |                              | 味間村                     | 味間村                     | 昭和30年4月15日 丹南町                | 丹南町                     | 丹南町                 | 平成11年4月1日 篠山市 | 令和元年5月1日 改称 丹波篠山市 | 丹波篠山市 |
| 味間新村     |                              | 味間村                     | 味間村                     | 昭和30年4月15日 丹南町                | 丹南町                     | 丹南町                 | 平成11年4月1日 篠山市 | 令和元年5月1日 改称 丹波篠山市 | 丹波篠山市 |
| 味間奥村     |                              | 味間村                     | 味間村                     | 昭和30年4月15日 丹南町                | 丹南町                     | 丹南町                 | 平成11年4月1日 篠山市 | 令和元年5月1日 改称 丹波篠山市 | 丹波篠山市 |
| 中野村       |                              | 味間村                     | 味間村                     | 昭和30年4月15日 丹南町                | 丹南町                     | 丹南町                 | 平成11年4月1日 篠山市 | 令和元年5月1日 改称 丹波篠山市 | 丹波篠山市 |
| 大沢村       |                              | 味間村                     | 味間村                     | 昭和30年4月15日 丹南町                | 丹南町                     | 丹南町                 | 平成11年4月1日 篠山市 | 令和元年5月1日 改称 丹波篠山市 | 丹波篠山市 |
| 大沢新村     |                              | 味間村                     | 味間村                     | 昭和30年4月15日 丹南町                | 丹南町                     | 丹南町                 | 平成11年4月1日 篠山市 | 令和元年5月1日 改称 丹波篠山市 | 丹波篠山市 |
| 小枕村       | 小枕村                       | 城南村                     | 城南村                     | 昭和30年4月15日 丹南町                | 丹南町                     | 丹南町                 | 平成11年4月1日 篠山市 | 令和元年5月1日 改称 丹波篠山市 | 丹波篠山市 |
| 栗栖野村     |                              | 城南村                     | 城南村                     | 昭和30年4月15日 丹南町                | 丹南町                     | 丹南町                 | 平成11年4月1日 篠山市 | 令和元年5月1日 改称 丹波篠山市 | 丹波篠山市 |
| 真南条上村   |                              | 城南村                     | 城南村                     | 昭和30年4月15日 丹南町                | 丹南町                     | 丹南町                 | 平成11年4月1日 篠山市 | 令和元年5月1日 改称 丹波篠山市 | 丹波篠山市 |
| 真南条中村   |                              | 城南村                     | 城南村                     | 昭和30年4月15日 丹南町                | 丹南町                     | 丹南町                 | 平成11年4月1日 篠山市 | 令和元年5月1日 改称 丹波篠山市 | 丹波篠山市 |
| 真南条下村   |                              | 城南村                     | 城南村                     | 昭和30年4月15日 丹南町                | 丹南町                     | 丹南町                 | 平成11年4月1日 篠山市 | 令和元年5月1日 改称 丹波篠山市 | 丹波篠山市 |
| 野中村       |                              | 城南村                     | 城南村                     | 昭和30年4月15日 丹南町                | 丹南町                     | 丹南町                 | 平成11年4月1日 篠山市 | 令和元年5月1日 改称 丹波篠山市 | 丹波篠山市 |
| 北村         |                              | 城南村                     | 城南村                     | 昭和30年4月15日 丹南町                | 丹南町                     | 丹南町                 | 平成11年4月1日 篠山市 | 令和元年5月1日 改称 丹波篠山市 | 丹波篠山市 |
| 谷山村       |                              | 城南村                     | 城南村                     | 昭和30年4月15日 丹南町                | 丹南町                     | 丹南町                 | 平成11年4月1日 篠山市 | 令和元年5月1日 改称 丹波篠山市 | 丹波篠山市 |
| 岩崎村       |                              | 城南村                     | 城南村                     | 昭和30年4月15日 丹南町                | 丹南町                     | 丹南町                 | 平成11年4月1日 篠山市 | 令和元年5月1日 改称 丹波篠山市 | 丹波篠山市 |
| 宇土村       |                              | 城南村                     | 城南村                     | 昭和30年4月15日 丹南町                | 丹南町                     | 丹南町                 | 平成11年4月1日 篠山市 | 令和元年5月1日 改称 丹波篠山市 | 丹波篠山市 |
| 古市村       | 古市村                       | 古市村                     | 古市村                     | 昭和30年4月15日 丹南町                | 丹南町                     | 丹南町                 | 平成11年4月1日 篠山市 | 令和元年5月1日 改称 丹波篠山市 | 丹波篠山市 |
| 不来坂村     |                              | 古市村                     | 古市村                     | 昭和30年4月15日 丹南町                | 丹南町                     | 丹南町                 | 平成11年4月1日 篠山市 | 令和元年5月1日 改称 丹波篠山市 | 丹波篠山市 |
| 住山村       |                              | 古市村                     | 古市村                     | 昭和30年4月15日 丹南町                | 丹南町                     | 丹南町                 | 平成11年4月1日 篠山市 | 令和元年5月1日 改称 丹波篠山市 | 丹波篠山市 |
| 油井村       |                              | 古市村                     | 古市村                     | 昭和30年4月15日 丹南町                | 丹南町                     | 丹南町                 | 平成11年4月1日 篠山市 | 令和元年5月1日 改称 丹波篠山市 | 丹波篠山市 |
| 草野村       |                              | 古市村                     | 古市村                     | 昭和30年4月15日 丹南町                | 丹南町                     | 丹南町                 | 平成11年4月1日 篠山市 | 令和元年5月1日 改称 丹波篠山市 | 丹波篠山市 |
| 古森村       |                              | 古市村                     | 古市村                     | 昭和30年4月15日 丹南町                | 丹南町                     | 丹南町                 | 平成11年4月1日 篠山市 | 令和元年5月1日 改称 丹波篠山市 | 丹波篠山市 |
| 当野村       |                              | 古市村                     | 古市村                     | 昭和30年4月15日 丹南町                | 丹南町                     | 丹南町                 | 平成11年4月1日 篠山市 | 令和元年5月1日 改称 丹波篠山市 | 丹波篠山市 |
| 波賀野新田村 |                              | 古市村                     | 古市村                     | 昭和30年4月15日 丹南町                | 丹南町                     | 丹南町                 | 平成11年4月1日 篠山市 | 令和元年5月1日 改称 丹波篠山市 | 丹波篠山市 |
| 波賀野村     |                              | 古市村                     | 古市村                     | 昭和30年4月15日 丹南町                | 丹南町                     | 丹南町                 | 平成11年4月1日 篠山市 | 令和元年5月1日 改称 丹波篠山市 | 丹波篠山市 |
| 見内村       |                              | 古市村                     | 古市村                     | 昭和30年4月15日 丹南町                | 丹南町                     | 丹南町                 | 平成11年4月1日 篠山市 | 令和元年5月1日 改称 丹波篠山市 | 丹波篠山市 |
| 矢代新村     |                              | 古市村                     | 古市村                     | 昭和30年4月15日 丹南町                | 丹南町                     | 丹南町                 | 平成11年4月1日 篠山市 | 令和元年5月1日 改称 丹波篠山市 | 丹波篠山市 |
| 犬飼村       |                              | 古市村                     | 古市村                     | 昭和30年4月15日 丹南町                | 丹南町                     | 丹南町                 | 平成11年4月1日 篠山市 | 令和元年5月1日 改称 丹波篠山市 | 丹波篠山市 |
| 初田村       |                              | 古市村                     | 古市村                     | 昭和30年4月15日 丹南町                | 丹南町                     | 丹南町                 | 平成11年4月1日 篠山市 | 令和元年5月1日 改称 丹波篠山市 | 丹波篠山市 |
| 牛ヶ瀬村     |                              | 古市村                     | 古市村                     | 昭和30年4月15日 丹南町                | 丹南町                     | 丹南町                 | 平成11年4月1日 篠山市 | 令和元年5月1日 改称 丹波篠山市 | 丹波篠山市 |
| 矢代村       | 明治12年1月8日 改称 南矢代村 | 古市村                     | 古市村                     | 昭和30年4月15日 丹南町                | 丹南町                     | 丹南町                 | 平成11年4月1日 篠山市 | 令和元年5月1日 改称 丹波篠山市 | 丹波篠山市 |
| 上小野原村   | 上小野原村                   | 今田村                     | 今田村                     | 今田村                                | 昭和35年4月1日 町制 今田町 | 今田町                 | 平成11年4月1日 篠山市 | 令和元年5月1日 改称 丹波篠山市 | 丹波篠山市 |
| 辰巳村       |                              | 今田村                     | 今田村                     | 今田村                                | 昭和35年4月1日 町制 今田町 | 今田町                 | 平成11年4月1日 篠山市 | 令和元年5月1日 改称 丹波篠山市 | 丹波篠山市 |
| 四斗谷村     |                              | 今田村                     | 今田村                     | 今田村                                | 昭和35年4月1日 町制 今田町 | 今田町                 | 平成11年4月1日 篠山市 | 令和元年5月1日 改称 丹波篠山市 | 丹波篠山市 |
| 下小野原村   |                              | 今田村                     | 今田村                     | 今田村                                | 昭和35年4月1日 町制 今田町 | 今田町                 | 平成11年4月1日 篠山市 | 令和元年5月1日 改称 丹波篠山市 | 丹波篠山市 |
| 休場村       |                              | 今田村                     | 今田村                     | 今田村                                | 昭和35年4月1日 町制 今田町 | 今田町                 | 平成11年4月1日 篠山市 | 令和元年5月1日 改称 丹波篠山市 | 丹波篠山市 |
| 上立杭村     |                              | 今田村                     | 今田村                     | 今田村                                | 昭和35年4月1日 町制 今田町 | 今田町                 | 平成11年4月1日 篠山市 | 令和元年5月1日 改称 丹波篠山市 | 丹波篠山市 |
| 下立杭村     |                              | 今田村                     | 今田村                     | 今田村                                | 昭和35年4月1日 町制 今田町 | 今田町                 | 平成11年4月1日 篠山市 | 令和元年5月1日 改称 丹波篠山市 | 丹波篠山市 |
| 東荘分       |                              | 今田村                     | 今田村                     | 今田村                                | 昭和35年4月1日 町制 今田町 | 今田町                 | 平成11年4月1日 篠山市 | 令和元年5月1日 改称 丹波篠山市 | 丹波篠山市 |
| 釜屋村       |                              | 今田村                     | 今田村                     | 今田村                                | 昭和35年4月1日 町制 今田町 | 今田町                 | 平成11年4月1日 篠山市 | 令和元年5月1日 改称 丹波篠山市 | 丹波篠山市 |
| 今田村       | 今田村                       | 今田村                     | 今田村                     | 今田村                                | 昭和35年4月1日 町制 今田町 | 今田町                 | 平成11年4月1日 篠山市 | 令和元年5月1日 改称 丹波篠山市 | 丹波篠山市 |
| 今田村       | 明治2年 分立 荻野分          | 今田村                     | 今田村                     | 今田村                                | 昭和35年4月1日 町制 今田町 | 今田町                 | 平成11年4月1日 篠山市 | 令和元年5月1日 改称 丹波篠山市 | 丹波篠山市 |
| 佐曽良新田村 |                              | 今田村                     | 今田村                     | 今田村                                | 昭和35年4月1日 町制 今田町 | 今田町                 | 平成11年4月1日 篠山市 | 令和元年5月1日 改称 丹波篠山市 | 丹波篠山市 |
| 本荘村       |                              | 今田村                     | 今田村                     | 今田村                                | 昭和35年4月1日 町制 今田町 | 今田町                 | 平成11年4月1日 篠山市 | 令和元年5月1日 改称 丹波篠山市 | 丹波篠山市 |
| 黒石村       |                              | 今田村                     | 今田村                     | 今田村                                | 昭和35年4月1日 町制 今田町 | 今田町                 | 平成11年4月1日 篠山市 | 令和元年5月1日 改称 丹波篠山市 | 丹波篠山市 |
| 今田新田村   |                              | 今田村                     | 今田村                     | 今田村                                | 昭和35年4月1日 町制 今田町 | 今田町                 | 平成11年4月1日 篠山市 | 令和元年5月1日 改称 丹波篠山市 | 丹波篠山市 |
| 市原村       |                              | 今田村                     | 今田村                     | 今田村                                | 昭和35年4月1日 町制 今田町 | 今田町                 | 平成11年4月1日 篠山市 | 令和元年5月1日 改称 丹波篠山市 | 丹波篠山市 |
| 芦原新田村   |                              | 今田村                     | 今田村                     | 今田村                                | 昭和35年4月1日 町制 今田町 | 今田町                 | 平成11年4月1日 篠山市 | 令和元年5月1日 改称 丹波篠山市 | 丹波篠山市 |
| 木津村       |                              | 今田村                     | 今田村                     | 今田村                                | 昭和35年4月1日 町制 今田町 | 今田町                 | 平成11年4月1日 篠山市 | 令和元年5月1日 改称 丹波篠山市 | 丹波篠山市 |
| 間新田分     |                              | 今田村                     | 今田村                     | 今田村                                | 昭和35年4月1日 町制 今田町 | 今田町                 | 平成11年4月1日 篠山市 | 令和元年5月1日 改称 丹波篠山市 | 丹波篠山市 |

## 行政
歴代郡長
| 代 | 氏名 | 就任年月日               | 退任年月日                | 備考                   |
| -- | ---- | ------------------------ | ------------------------- | ---------------------- |
| 1  |      | 明治12年（1879年）1月8日 |                           |                        |
|    |      |                          | 大正15年（1926年）6月30日 | 郡役所廃止により、廃官 |